# Cypherpunk
Cypherpunks (gebildet aus Cipher (englisch für: Chiffre), Cyber und Punk) bezeichnet eine Gruppe von technisch versierten Menschen, die sich für die weitere Verbreitung des Datenschutzes in der elektronischen Datenverarbeitung (EDV) einsetzen. Dieses Ziel soll durch Verschlüsselung von Daten und Kommunikationskanälen realisiert werden.
Die Kommunikation innerhalb der Gruppe findet, wenn nicht öffentlich in Diskussionsforen des Usenet, meist in Mailinglisten statt.

## Name
Der Begriff des Cypherpunks wurde ursprünglich von Jude Milhon geprägt. Milhon wollte damit Cyberpunks beschreiben, welche Kryptographie nutzen.

## Ziele
Die wichtigsten Ziele sind:
1. unbegrenzter Zugang zur Verschlüsselung für alle, frei von staatlichen Regulierungen
2. Anonyme Kommunikation
3. Kryptowährungen
4. Whistleblowing-Plattformen

Damit wollte man Massenüberwachung verhindern und das Machtverhältnis zwischen Regierung und Bürger umkehren. Vor allem Kryptowährungen hielt man essenziell zur Erlangung der Krypto-Anarchie.

## Ideale
Cypherpunks sind zumeist gegen das Establishment eingestellt. Die Cypherpunks stehen politisch dem Libertarismus nahe und fordern das strikte Offenlegen von öffentlichem Wissen (Wissen über die Gesellschaft, Politik, Wirtschaft, Wissenschaft) und Verbergen von privatem Wissen (Wissen über ein Individuum, persönliches Wissen). Daraus folgt, dass jede Form von privatem Wissen der Öffentlichkeit verborgen, das öffentliche Wissen aber für jeden zugänglich sein soll. Dieses Ideal wird von Datenschützern sehr befürwortet, führt aber häufig in den Interessenkonflikt mit Staat und Wirtschaft.
Quelle des Misstrauens waren Überwachungsoperationen wie Project Shamrock oder COINTELPRO. In dem Wettkampf gegen die als schwerfällig und anachronistisch empfundene Regierung glaubten Cypherpunks agil und innovativ zu sein.

## Werkzeuge
Cypherpunks schaffen und nutzen bei der Umsetzung ihrer Ziele verschiedene Werkzeuge. Das sind beispielsweise Web-Anonymisierer, Verschlüsselungsprogramme und Remailer. Damit soll ein gewisses Maß an Anonymität im Internet erreicht werden.